# جورج لينش (كرة سلة)
جورج لينش (بالإنجليزية: George Lynch)‏ مواليد 3 سبتمبر 1970 في روانوك، هو لاعب كرة سلة أمريكي معتزل أصبح مدرباً بدأ مسيرته الاحترافية في سنة 1993. تم اختياره من قبل فريق لوس أنجلوس ليكرز خلال الدرافت. يبلغ طوله 6 قدم 8 بوصة (2.0 م). حقق المركز الأول في الألعاب الجامعية الصيفية 1991. اعتزل اللعب في 2005. أحرز خلال مسيرته في الإن بي إيه 5109 نقطة بمعدل 6.6 نقاط في المباراة الواحدة.

## المسيرة الاحترافية
لعب مع لوس أنجلوس ليكرز من سنة 1993 إلى 1996، ثم لعب مع فانكوفر جريزليز من سنة 1996 إلى 1998، ثم لعب مع فيلادلفيا سفنتي سيكسرز من سنة 1998 إلى 2001.

## الميداليات
| الميدالية | المسابقة                      |
| --------- | ----------------------------- |
| ذهبية     | الألعاب الجامعية الصيفية 1991 |

## روابط خارجية
- جورج لينش على موقع سبورتس رفرنس (الإنجليزية)
- جورج لينش على موقع كرة السلة الأوروبية.كوم (الإنجليزية)
- جورج لينش على موقع كلية كرة السلة في سبورتس رفرنس.كوم (الإنجليزية)
- جورج لينش على موقع ريلجم (الإنجليزية)
- جورج لينش على موقع بروبوليرز (الإنجليزية)